# تاسيلانتانوت (آيت بوفولن)
تاسيلانتانوت هو دُوَّار يقع بجماعة آيت بوفلن، إقليم كلميم، جهة كلميم واد نون في المملكة المغربية. ينتمي الدوّار لمشيخة آيت بوفولن التي تضم 13 دوار. يقدر عدد سكانه بـ 185 نسمة حسب الإحصاء الرسمي للسكان والسكنى لسنة 2004.

## روابط خارجية
- البوابة الوطنية للجماعات الترابية نسخة محفوظة 12 مارس 2018 على موقع واي باك مشين.
- المندوبية السامية للتخطيط